# Ciro Diezhandino Nieto
Ciro, eigentlich Ciro Diezhandino Nieto (* 9. Juni 1932 in Castrillo de Onielo, Palencia; † 3. Februar 2020 in Madrid) war ein spanischer Flamenco-Tänzer und -Choreograf.
Die Arbeit von Ciro als Lehrer und Choreograf beeinflusste eine ganze Generation von Flamenco-Künstlern. Zu seinen Schüler zählt Joaquin Ruiz.
In seiner aktiven Zeit als Tänzer arbeitete Ciro mehrere Jahre in den USA. Nach Spanien zurückgekehrt unterrichtete er in der Tanzschule Amor de Dios in Madrid und gab Workshops im Ausland. Im Film Carmen von Carlos Saura hatte Ciro einen kleinen Auftritt.
Zuletzt lebte Ciro in Madrid.